# Dawid Lewis
Dawid Lewis, David Lewis alias Charles Baker (ur. 1617 w Abergavenny, zm. 27 sierpnia 1679 w Usk (Monmouthshire)) – walijski prezbiter, jezuita, święty Kościoła katolickiego, męczennik, ofiara prześladowań antykatolickich.

## Życiorys
Pochodził z walijskiej miejscowości Abergavenny położonej w hrabstwie Monmouthshire. Rodzice Dawida Lewisa byli różnych wyznań. Ojciec Morgan był protestantem, a matka Margaret Pritchard katoliczką. Po studiach prawniczych, które odbył w Londynie wyjechał na kontynent. Przebywając w Paryżu konwertował na katolicyzm. Po epidemii w której stracił oboje rodziców za namową brata matki, który był jezuitą udał się do Rzymu i podjął tam studia w Kolegium Angielskim. Sześć lat później w 1642 roku przyjął święcenia kapłańskie. W 1645 roku został przyjęty do Towarzystwa Jezusowego. Do ojczyzny powrócił ukrywając się pod nazwiskiem Karol Baker. Od 1647 roku prowadził działalność apostolską pod Hereford godząc obowiązki kierowania wspólnotą zakonną. W wyniku nasilenia się prześladowań, za sprawą fałszywych oskarżeń, jakoby jezuici mieli mieć udział w planowanym zamachu na króla Karola II Stuarta, sprokurowanych przez niejakiego Titusa Oatesa wyznaczono nagrody pieniężne za informacje umożliwiające aresztowania. Ujęty został na skutek denuncjacji ze strony apostatów 17 listopada 1678 roku. Zginął śmiercią męczeńską przez powieszenie i poćwiartowanie 27 sierpnia 1679 w trzydziestym siódmym roku kapłaństwa.

Za życia nazywany przez współwyznawców mianem „ojca ubogich”, zapamiętany został z mowy jaką wygłosił na szafocie w której kierując się do zebranych mówił o swojej wierze i działalności misyjnej, a którą zakończył słowami 

Słodki Jezu, przyjmij moją duszę.

Święty Dawid Lewis jest patronem kościoła St. David Lewis R.C. Church i szkoły St David Lewis R C Primary School w Newport.
Beatyfikowany 15 grudnia 1929 roku przez papieża Piusa XI, a kanonizowany został w grupie Czterdziestu męczenników Anglii i Walii przez Pawła VI 25 października 1970 roku.